# Guillaume Gille
Guillaume Gille (n. 12 iulie 1976, Valence, Rhône-Alpes, Franța) este un handbalist ce a reprezentat Franța, medaliat olimpic. A participat la 3 ediții ale Jocurilor Olimpice (2008, 2012, 2020) în care a câștigat o medalie de aur.